# 馬里圖列克區

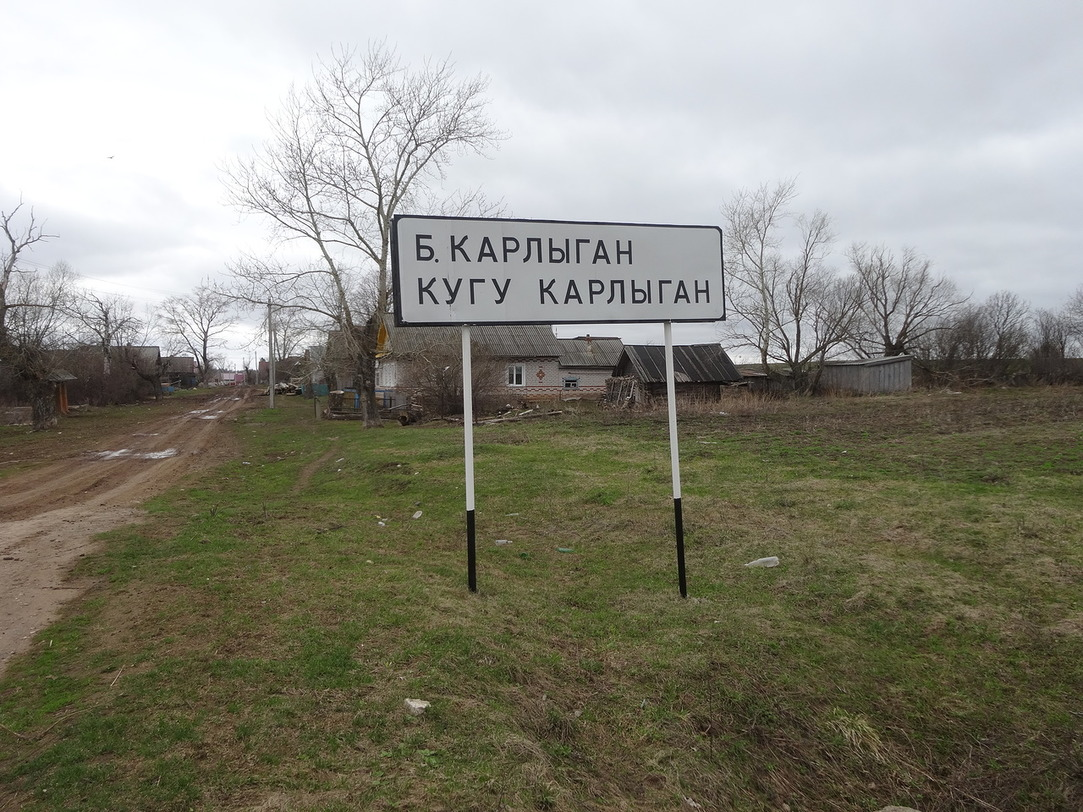

56°45′04″N 49°16′55″E / 56.751°N 49.282°E
馬里圖列克區（俄语：Мари-Турекский район），是俄羅斯的一個區，位於該國西部，由馬里埃爾共和國負責管轄，面積1,500平方公里，2010年人口23,155，人口密度每平方公里15.44人。